# Robert Hamilton, 2. Baronet (of Preston)
Sir Robert Hamilton, 2. Baronet (* 1650; † 20. Oktober 1701 in Bo’ness, Linlithgowshire) war ein schottischer Adliger und Covenanter.

## Leben
Er war der jüngere von zwei Söhnen des Sir Thomas Hamilton († 1672), Laird von Preston in Haddingtonshire und Fingalton in Renfrewshire, aus dessen zweiter Ehe mit Anne Hamilton. Sein Vater hatte im Bürgerkrieg als Offizier aus Seiten der Royalisten gekämpft.
Er studierte an der Universität Glasgow unter Professor Gilbert Burnet, der der Bruder seiner Stiefmutter Rachel Burnet aus der dritten Ehe seines Vaters war.
Hamilton war ein führendes Mitglied der presbyterianischen Covenanters. Nachdem er erstmals 1677 unter Captain William Carstares an einer bewaffneten Erhebung gegen schottische Regierungstruppen teilgenommen hatte, wurde er am 15. März 1678 vom schottischen Privy Council als Hochverräter geächtet und ihm sein Grundbesitz aberkannt. Er war ein Anführer der bewaffneten Rebellion der Covenanters von 1679. Nach einem Sieg in der Schlacht am Drumclog am 1. Juni 1679 unterlag er in der Schlacht von Bothwell Bridge am 22. Juni 1679 schottischen Regierungstruppen. Er entkam vom Schlachtfeld und floh ins Exil in die Niederlande.
Als Exilant verbrachte Hamilton die meiste Zeit in den Niederlanden, besuchte aber auch Genf und die Pfalz. Die Bemühungen der englischen Regierung um seine Auslieferung scheiterten. Hamilton plante 1683 oder 1684 mit Waffen nach Schottland zurückzukehren, verwarf diesen Plan aber schließlich. Aufgrund seines sozialen Status wurde Hamilton durch König Jakob II. kurz nach dessen Thronbesteigung 1685 von dessen allgemeiner Begnadigung ausgenommen.
Nach der Glorious Revolution von 1688 wurde Hamiltons Ächtung widerrufen und er kehrte nach Schottland zurück. Um 1690 erbte er beim Tod seines älteren Bruders William dessen Adelstitel als 2. Baronet, of Preston in the County of Haddington. Er entschied sich jedoch dafür, den im zustehenden Teil des Familienbesitzes nicht zu beanspruchen, da dies die Anerkennung von Monarchen erfordert hätte, die den Covenant nicht eingegangen waren. Er unterstützte weiterhin die radikale Fraktion der Covenanters. Im August 1792 wurde er inhaftiert, da er es weiterhin ablehnte, König Wilhelm und Königin Maria anzuerkennen, im Mai 1793 wurde er aber wieder freigelassen.
Da er unverheiratet und kinderlos blieb, fiel bei seinem Tod 1701 der Anspruch auf den Adelstitel als 3. Baronet de iure an seinen Cousin vierten Grades, Robert Hamilton of Airdrie († um 1720). Da dieser den Titel nie wirksam beanspruchte, ruhte die Baronetcy, bis dessen Nachfahre William Hamilton 1816/34 für sich die Bestätigung des Titels als 9. Baronet erwirkte.